# Sir'Dominic Pointer
Sir'Dominic Denzel Pointer (nascido em 6 de Maio de 1992) é um basquetebolista profissional americano, que atualmente joga para o Alba Fehérvár da Liga Húngara de Basquetebol. Ele jogou basquete universitário para a Universidade de São João.

## Infância e juventude
Pointer nasceu em 6 de Maio de 1992, em Detroit, Michigan, filho de Anthony Nolan e San Pointer. Ele tem duas irmãs, Connae e sua gêmea Miz'Unique. De acordo com ele, o seu desejo de superar os outros veio de seu primo Michael Robinson, que foi baleado e morto aos 26 anos. Robinson ajudou-o a ficar na escola, motivou Pointer no basquete, e o ajudou a evitar a influência de gangues. Pointer mais tarde usou uma foto de seu primo como sua foto de perfil do Twitter e disse: "agradeço-lhe por isso."

## Carreira no ensino médio
Pointer mudou-se para Roseville, Michigan, antes de jogar seus dois primeiros anos de basquete escolar na Roseville High School. Ele cursou seus últimos dois anos de ensino na Quality Education Academy em Winston-Salem, Carolina do Norte. Após a graduação, alguns serviços de recrutamento avaliaram-no como o 8.º melhor Ala e 24.º melhor jogador de sua classe.

## Carreira na universidade

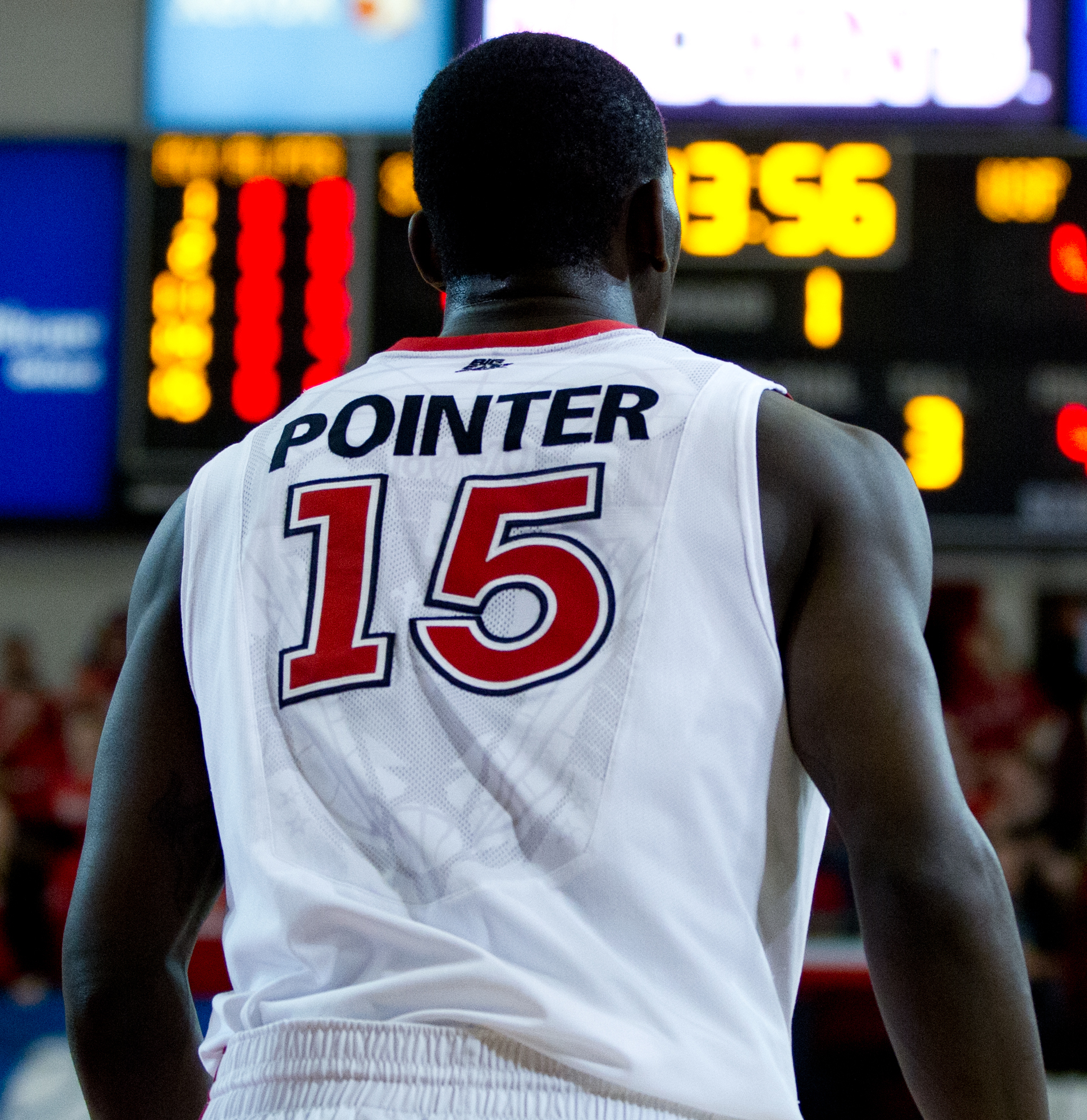
Pointer contra o Florida State em 2013

Como um sênior na St. John's, Pointer recebeu o Haggerty Award, que honra o melhor jogador de basquete universitário na região metropolitana da cidade de Nova Iorque. Ele foi nomeado para o Segundo Time Geral da Big East, após uma média de 13,7 pontos, 7,6 rebotes, 3,1 assistências e 2,0 roubos de bola por jogo.

## Carreira profissional
Em 25 de junho de 2015, ele foi selecionado como a 53.ª escolha geral no Draft da NBA de 2015 pelo Cleveland Cavaliers. Em 30 de outubro, ele foi adquirido pelo Canton Charge da NBA Development League, equipe afiliada ao Cleveland. No dia 14 de novembro, ele fez sua estreia profissional em uma derrota por 106-99 para o Maine Red Claws, marcando 11 pontos, 8 rebotes, 4 assistências e 1 toco em 29 minutos. Pointer teve uma média de 6,9 pontos, 4,5 rebotes, 1,0 ajudas, 1,0 roubos de bola e 1,4 tocos em 20,3 minutos por jogo, com o Canton.
Em junho de 2016, Pointer se juntou ao Cavaliers para a Summer League da NBA de 2016. Em 28 de agosto de 2016, ele assinou com o Hapoel Eilat BC da Ligat HaAl. Ele deixou o Hapoel depois de jogar apenas dois jogos. Juntou-se, então, ao Ironi Kiryat Ata da Liga Leumit.
Em julho de 2017, ele voltou para o Cleveland Cavaliers para a Summer League da NBA de 2017. Em 16 de outubro de 2017, ele assinou com o Byblos Club da Liga Libanesa de Basquetebol. Ele deixou o Byblos após jogar nove jogos. Em 13 de janeiro de 2018, ele assinou com o clube húngaro Alba Fehérvár.